# Mysmena tasmaniae
Mysmena tasmaniae is een spinnensoort in de taxonomische indeling van de Mysmenidae.
Het dier behoort tot het geslacht Mysmena. De wetenschappelijke naam van de soort werd voor het eerst geldig gepubliceerd in 1979 door V. V. Hickman.